# Първа книга Царства
„Първа книга Царства“ (на иврит: ספר שמואל) е библейска книга, част от раздела „Невиим“ на еврейския „Танах“ и една от историческите книги на християнския Стар завет.
В православния канон „Първа книга Царства“ е поставена между „Книга Рут“ и „Втора книга Царства“. В католическия и протестантския канон книгата е озаглавена „Първа книга на Самуил“, а в еврейската Библия „Първа книга Царства“ и „Втора книга Царства“ са обединени в обща „Книга Самуилова“.
„Първа книга Царства“ описва историята на евреите от раждането на пророка Самуил до смъртта на първия цар на Израил Саул. Според традицията тя е писана от самия Самуил, а епизодите след смъртта му – от неговите ученици Гад и Натан. Според съвременните изследвания първоначален вариант на книгата е съставен при цар Езекия през VIII век пр. Хр., но впоследствие тя е разширавана до епохата на Вавилонския плен, като придобива приблизително днешния си вид в средата на VI век пр. Хр., но отделни промени в текста продължават чак до Елинистическата епоха.